# Paraleyrodes pulverans
Paraleyrodes pulverans là một loài côn trùng cánh nửa trong họ Aleyrodidae, phân họ Aleurodicinae.
Paraleyrodes pulverans được Bondar miêu tả khoa học đầu tiên năm 1923.